# Edward Kaczyński
Edward Władysław Kaczyński (ur. 1 września 1937 w Trzciance koło Wyszkowa, zm. 22 października 2022 w Warszawie) – kapłan Zakonu Braci Kaznodziejów (OP – dominikanin), były rektor (w latach 1993-2002) i przez trzy kadencje dziekan Wydziału Teologicznego Papieskiego Uniwersytetu św. Tomasza z Akwinu „Angelicum” w Rzymie). Licencjusz Nauk Biblijnych École Biblique w Jerozolimie. Profesor zwyczajny teologii moralnej (specjalizacja: teologia moralna fundamentalna, biblijno-tomistyczna). członek zwyczajny Polskiego Towarzystwa Naukowego na Obczyźnie.